# أبو بكر القحطاني
أبو بكر القحطاني أو عمر بن سعود أو أبو حفص (1976 – 9 أغسطس 2017)، سعوديّ الجنسية، تدرج في المناصب حتى اعتلى منصب الشرعي العام الأول في تنظيم الدولة الإسلامية (داعش) الذي انضم له عام 2012، بعد إطلاق السلطات السعودية سراحه إثر انخراطه فيما يُعرف بـ"كراسي المناصحة الخاصة بمعالجة الفكر المتطرف". ويُعد القحطاني من أبرز الوجوه السعودية في التنظيم، إذ ساهم بشكل كبير في إقناع سعوديين من جبهة النصرة، بالالتحاق بالتنظيم في العام 2013، وهو ما عزّز مكانته لدى أمير التنظيم أبو بكر البغدادي.
أعلن التنظيم مقتله جراء غارة جوية نفذتها مقاتلات التحالف الدولي مع ستة آخرين استهدف مبنى سكني بحي السراي القديم وسط مدينة تلعفر يوم 9 أغسطس 2017، في فترة كانت فيها المدينة تحت سيطرة التنظيم. فيما انتشرت أخبار غير موثوقة أنه أُعدم على يد عناصر متطرفين من جماعته يوم 7 أغسطس في بلدة الميادين الريفية بدير الزور السورية. بينما يرى فريق أن مقتل القحطاني كان من قبل طائرات التحالف، لكن بإيعاز من بعض القادة الآخرين الذين أرسلوا إحداثيات موقعه لقوات التحالف الدولي.

## خلافات وانقسامات
يُشار إلى أن خلافات نشبت داخل التنظيم بين تيار عُرف بـ الغُلاة التابع لأبو محمد الفرقان وتيار آخر بقيادة أبو همام الأثري وأبو بكر القحطاني، إذ انتشر تسجيل صوتي مطول للقحطاني في العام 2015، لمناظرة جمعته بشرعيين مصريين، وأعقبها بعد ذلك اتهامه من قِبلهم بـ الإرجاء، وتبعَه تكفيره بشكل رسمي. ويدور الخلاف حول نقطة رئيسة، هي اعتقاد القحطاني أن "تكفير المشركين لا يدخل في أصل الدين، وأن التكفير من الشعائر الظاهرة"، وهو الأمر الذي يُعَد كفرا صريحا لدى الطرف الآخر.